# 绍兴图书馆
绍兴图书馆为绍兴市立图书馆，中华人民共和国国家一级图书馆、全国古籍重点保护单位，其前身为山阴乡绅徐树兰于清光绪二十八年（1902）独资创办的古越藏书楼，藏书七万余千卷（据张謇《古越藏书楼记》），分政部和学部两大类，1904年正式对外开放，被认为是中国近代公共图书馆的发端。1932年被改组为公办绍兴县立图书馆，民国时藏书一度增至79000册。1956年成立绍兴县图书馆，1958年6月与绍兴市文化馆图书室合并为绍兴县鲁迅图书馆。1989年10月馆舍迁至越城区都昌坊口，2000年5月迁至延安路，2014年12月总馆又迁至镜湖新区洋江路、绍兴市文化中心内。
现馆总面积4.6万平方米，由文化中心新馆（洋江西路530号、绍兴市文化中心北侧）、延安路历史文献馆（延安路565号，原绍兴图书馆旧馆）和古越藏书楼（胜利西路503号）三部分组成。馆藏文献130万（册）件，含古籍16万余册，善本698种，年接待读者160余万人次。

## 古越藏书楼分馆
古越藏书楼位于越城区胜利西路503号（绍兴府城古贡院故址），为砖木结构硬山顶建筑，坐北朝南，原由三进楼房和一进平房组成，前三进楼房用于分藏书籍，以第二进厅堂作为阅览室，设有六十个座位，第四进平房可能为餐室。今仅存临街门楼，其它建筑已毁于文革时，基址现被绍兴军分区占用。门楼面阔三间共15.25米，进深8.1米，南面单檐，北面重檐，山面砌筑风火墙，2011年落架大修。

## 图集
- 门楼西南面
- 门楼南面
- 门楼南面门窗局部
- 门楼南面门额局部
- 门楼南面山墙与墀头局部
- 门楼底层梁架
- 门楼北面
- 门楼北面门额局部
- 清代徐树兰编《古越藏书楼书目》，浙江省博物馆武林馆区藏